# 트레이시 그리피스
트레이시 그리피스(Tracy Griffith, 1965년 10월 19일 ~ )는 미국의 배우, 스시 셰프, 화가이다. 멜러니 그리피스의 이복여동생이며 다코타 존슨의 이모이다.
뉴욕에서 태어났다.

## 영상 목록
- 사랑의 샘 (1997년)
- 러브 앤 글로리 (1993년)
- 플레이보이 러브 (1993, All Tied Up)
- 스키터 (1993년)
- 사랑과 우정 (1992년) - 바바라 역
- 악령의 퍼스트 파워 (1990년)
- 사랑의 묘약 (1989년)
- 슬리퍼웨이 캠프 3 (1988년)
- 모정 (1988년)

## 도서 목록
- Sushi American Style (2004)